# Фариха аль-Ахмед ас-Сабах
Фариха аль-Ахмед ас-Сабах (араб. فريحة الأحمد‎; 15 февраля 1944, Эль-Кувейт — 12 августа 2018, Каир) — кувейтская принцесса и филантроп.

## Биография
Родилась 15 февраля 1944 года в семье эмира Кувейта Ахмеда аль-Джабера и одной из его жён Хасины; получила начальное образование на родине.
Была женой своего двоюродного брата Рашида аль-Хамуда ас-Сабаха, у пары было четверо детей (2 сына и 2 дочери).
Фариха аль-Ахмед была известна своей филантропической деятельностью помощи семьям и людям с ограниченными возможностями, благодаря её деятельности в стране были приняты новые законы. Помимо этого она боролась за расширение прав женщин и учредила премию «Идеальная мать за выдающуюся семью» (2004) и разработала программы помощи молодёжи.
В 2008 году за свою деятельность Фариха получила степень почетного доктора Американского колледжа в Греции.
Скончалась 12 августа 2018 года в Каире на 75-м году жизни.